# 에드가 살리
에드가 니케즈 콩스탕 살리 (Edgar Nicaise Constant Salli, 1992년 8월 17일 ~ )는 카메룬의 축구 선수이다. 현재 키프로스 1부 리그의 올림피아코스 니코시아와 카메룬 축구 국가대표팀에서 윙어로 뛰고 있다.